# Gavojdia
Gavojdia es una comuna ubicada en el distrito de Timiș, Rumania.

## Superficie
Posee una superficie de 74,94 kilómetros cuadrados.

## Demografía
Hasta 2021 la población era de 2719 habitantes, con una densidad de población de 36,28 habitantes por kilómetro cuadrado.